# Función absolutamente integrable
Una función absolutamente integrable, tal como indica su nombre, es una función cuyo valor absoluto es integrable, lo que significa que la integral del valor absoluto en todo el dominio es finita.
Para una función de variable real, tal que
{\displaystyle \int |f(x)|dx=\int f^{+}(x)dx+\int f^{-}(x)dx}
donde
{\displaystyle f^{+}(x)=\max(f(x),0),\ \ \ f^{-}(x)=\max(-f(x),0),}
tanto {\displaystyle \int f^{+}(x)dx} como {\displaystyle \int f^{-}(x)dx} deben ser finitos. En la integral de Lebesgue, este es exactamente el requisito para que una función medible f se considere integrable (con la integral que entonces equivale a {\displaystyle \int f^{+}(x)dx-\int f^{-}(x)dx}), de modo que, de hecho, "absolutamente integrable" significa lo mismo que "integrable según Lebesgue" para funciones medibles.
Lo mismo ocurre con una función de valores complejos. Definiendo
{\displaystyle f^{+}(x)=\max(\Re f(x),0)}
{\displaystyle f^{-}(x)=\max(-\Re f(x),0)}
{\displaystyle f^{+i}(x)=\max(\Im f(x),0)}
{\displaystyle f^{-i}(x)=\max(-\Im f(x),0)}
donde {\displaystyle \Re f(x)} y {\displaystyle \Im f(x)} son las partes real e imaginaria de {\displaystyle f(x)}. Entonces
{\displaystyle |f(x)|\leq f^{+}(x)+f^{-}(x)+f^{+i}(x)+f^{-i}(x)\leq {\sqrt {2}}|f(x)|}
así que
{\displaystyle \int |f(x)|dx\leq \int f^{+}(x)dx+\int f^{-}(x)dx+\int f^{+i}(x)dx+\int f^{-i}(x)dx\leq {\sqrt {2}}\int |f(x)|dx}
Esto muestra que la suma de las cuatro integrales es finita si y solo si la integral del valor absoluto es finita, y la función es integrable según Lebesgue solo si las cuatro integrales son finitas. Por lo tanto, tener una integral finita del valor absoluto equivale a las condiciones para que la función sea "integrable según Lebesgue".